# 朱珵堦
沁水康僖王朱珵堦（？—1601年），號玉源，明朝瀋藩第七代沁水王，沁水昭定王朱恬烆第四子。

## 生平
隆慶元年（1567年）四月，明穆宗遣使節冊封朱珵堦為沁水王。
朱珵堦博雅工詩，喜好與文人往來，也好結交平民，名譽藉甚，著有《衡漳稿》二卷、《棲雲洞集》《雲竇寤言》《葵園紀言》《公族論》，曾刊行於遜學書院，後合為一編，於吳中重刊，名為《滄海披沙集》，該文集在清朝光緒年間仍存。
萬曆二十九年（1601年），朱珵堦去世，萬曆三十一年（1603年）六月，明神宗遣使為其治喪，萬曆三十三年（1605年）其庶長子朱效鋞嗣位。